# Kentaver (planetoid)
Kentaver je pripadnik skupine ledenih planetoidov, ki krožijo okoli Sonca med Jupitrom in Neptunom, to je na razdajah od 5 a.e do 30 a.e. Nekateri na svoji poti prečkajo tudi tirnico Marsa. Ime imajo po kentavrih iz grške mitologije.

## Odkrivanje
Prvi kentaver, ki ga danes imenujemo 2060 Hiron, je odkril Charles T. Kowal 18. oktobra 1977 . Ko se je novo odkrito telo približevalo prisončju, je razvilo rep podobno kot kometi. Zaradi tega so ga najprej uvrstili med komete z oznako 95/P Chiron. 
Leta 1992 so odkrili še kentaver 5145 Folus in leta 1993 še 8405 Nesus.
Največji do sedaj odkriti kentaver je 10199 Harikla s premerom 225 km (odkrit leta 1977).
Podobno kot Hiron razvijeta rep še dva kentavra: 60558 Eheklej in 166P/NEAT 2001 T4.

## Raziskovanja
Nobenega kentavra doslej še ni posnela kakšna vesoljska sonda.
Domnevajo, da je Saturnova luna Feba ujeti kentaver. Posnela ga je vesoljska sonda Cassini-Huygens v letu 2004.
Vesoljski teleskop Hubble je uspel dobiti nekaj podatkov o površju kentavra 8495 Asbol .
V letu 2010 je vesoljska ladja New Horizons letela relativno blizu kentavra 83892 Krantor

## Tirnice
Tirnice kentavrov v daljšem obdobju niso stabilne. Opazovanja kažejo da obstoja povezava med Kuiperjevim pasom in kometi s kratkotrajno obhodno dobo. Možno je, da so to telesa iz Kuiperjevega pasu, ki se jim je tirnica toliko spremenila (zaradi gravitacijskih vplivov), da prečkajo Neptunovo tirnico. Gibanje kentavrov se močno spremeni, ko se približajo velikim planetom. 

## Fizične lastnosti
Kentavri kažejo zelo raznolike barvne odtenke na površini. Razdelimo jih lahko na dve skupini: 
- rdeče (primer je (5145) Pholus)
- modre ali modro-sive (primer je Hiron)

Obstoja več teorij, ki hočejo pojasniti razlike v barvah kentavrov. Razdelimo jih lahko na dve kategoriji: 
- razlike v barvi imajo osnovo že v nastanku teles
- razlike v barvi so posledica delovanja radioaktivnosti in/ali kometov.

Kot primer za drugo kategorijo lahko vzamemo kentaver Pholus, za katerega domnevajo da je prekrit z rdečimi organskimi snovmi. Hiron pa se kaže kot, da je njegova modro-siva barva posledica delovanja kometov. Možno je tudi, da je Folus šele pred kratkih ušel iz Kuiperjevega pasu.

## Izvor
Izvor kentavrov še ni popolnoma pojasnjen, ker so podatki zelo pomanjkljivi. Simulacije kažejo na to, da bi kentavri lahko nastali ob motnjah Kuiperjevega pasu. Takšne motnje bi lahko izvrgle telesa, ki bi postali kentavri.
Razpršeni disk bi lahko prav tako veliko prispeval k nastanku kentavrov, vendar barva njegovih teles ne odgovarja opazovani barvi kentavrov.
Plutini kažejo podobne barve kot kentavri. Iz tega bi sledilo, da plutini nimajo tako stabilnih tirnic, kot so domnevali do sedaj.